# アルマダ・ミュージック
アルマダ・ミュージック（Armada Music）は、2003年に設立されたオランダのインディーズ・レコードレーベルである。

## 概要
2003年、アーミン・ヴァン・ビューレン、マイケル・パイロン、デヴィッド・ルイスの3人によって設立された。レーベル名はこの3人の名前の頭文字をとって命名された。アムステルダムを拠点として活動しているが、ニューヨークとロンドンにもオフィスを構えている。
マイアミで毎年開催されるインターナショナル・ダンス・ミュージック・アワードの「ベスト・グローバル・レーベル」を6度受賞している。
また、BBC Radio 1やシリウスXMラジオでの放送や、アメリカの音楽サービス「Mediabase」のダンス・エアプレイ・チャートの上位にランクインするなど、毎月5億回以上のストリーム再生を記録している。

## 主なアーティスト
- アリー&フィラ（英語版）
- アンドリュー・レイエル（英語版）
- BT
- コズミック・ゲート（英語版）
- ダッシュ・ベルリン（英語版）
- フェリー・コーステン
- ポール・オークンフォールド（英語版）
- マーカス・シュルツ（英語版）